# Overledinger Deichacht

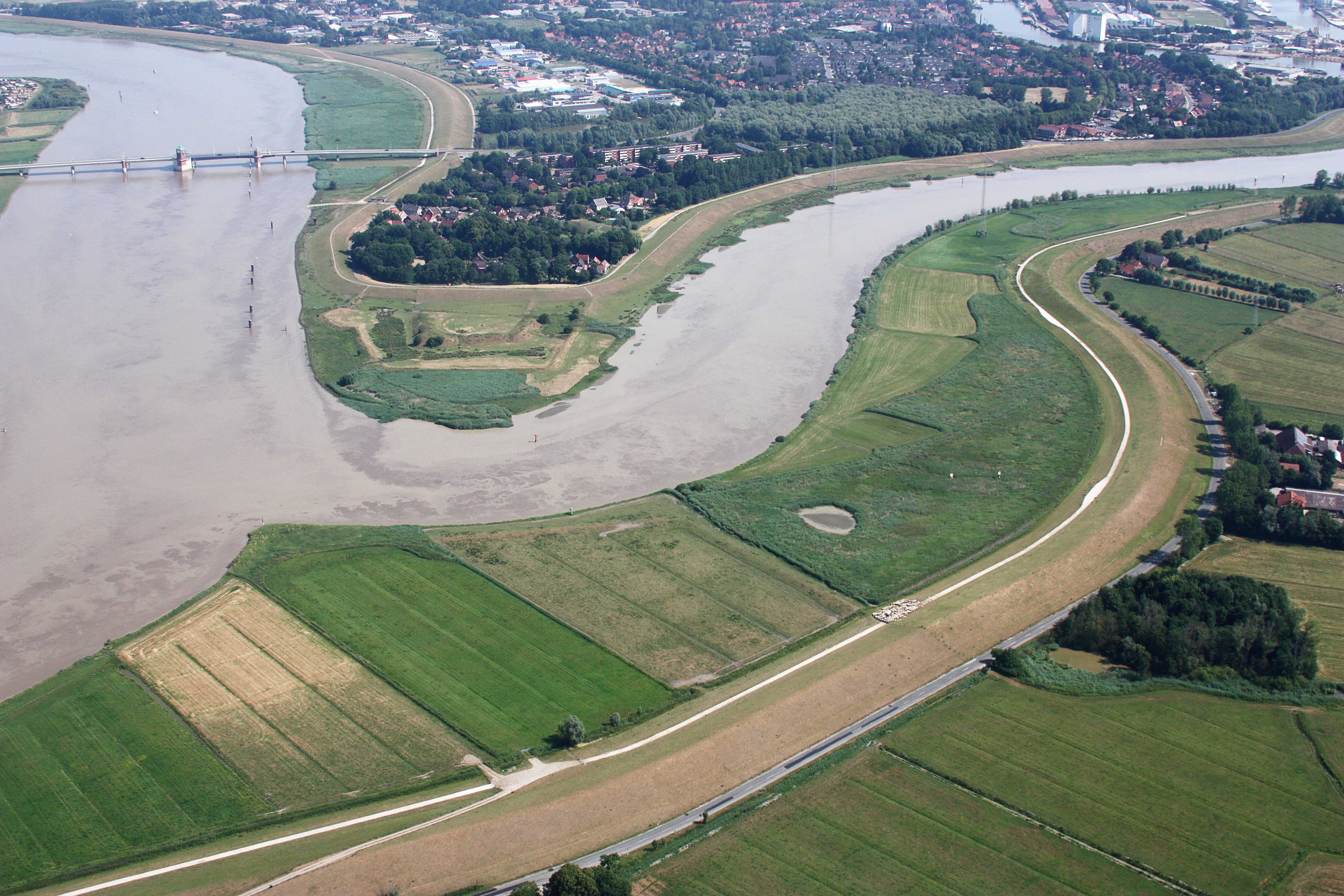
Ledamündung. Im Vordergrund der Hauptdeich im Verbandsgebiet der Overledinger Deichacht. Im Hintergrund Leer mit Ems- und Ledadeich im Verbandsgebiet der Moormerländer Deichacht.

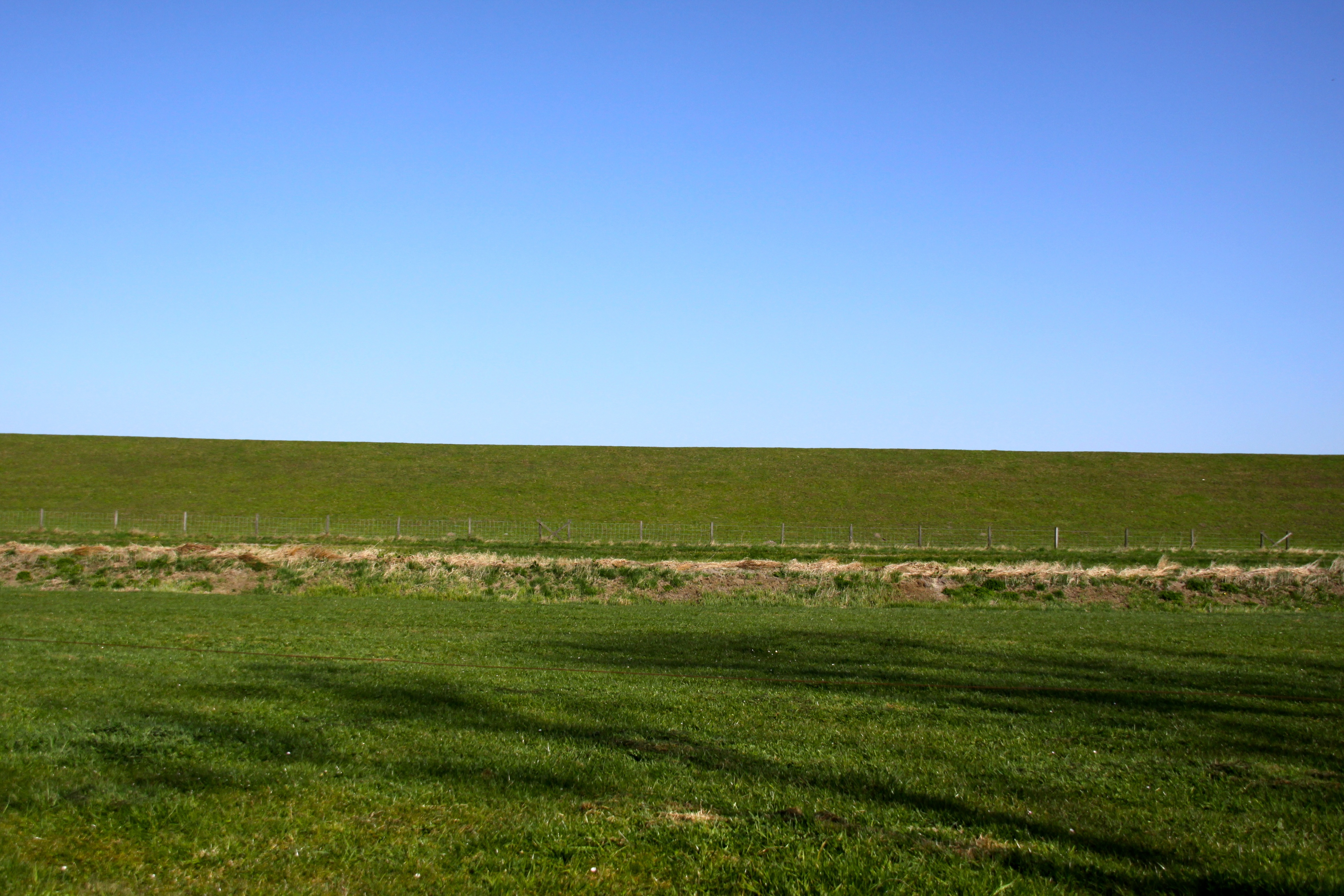
Emsdeich bei Weekeborg

Die Overledinger Deichacht ist ein Deichverband mit Sitz in Westoverledingen.

## Verbandsgebiet
Die Overledinger Deichacht ist für ein östlich der Ems liegendes Gebiet in der Gemeinde Westoverledingen im Landkreis Leer zuständig. Dieses geschützte Gebiet umfasst alle im Schutz der Hauptdeiche gelegenen Grundstücke bis zu einer Höhe von NN +5,00 m inklusive der innerhalb dieses Gebietes liegenden höheren Bodenerhebungen.
Die Hauptdeichlinie im Zuständigkeitsbereich der Overledinger Deichacht ist 17,1 Kilometer lang. Sie erstreckt sich vom Generalplankilometer 70,9 an der Kreisgrenze der Landkreise Leer und Emsland bei Papenburg bis zum Generalplankilometer 88,0 am Damm der als Emslandstrecke bezeichneten Eisenbahnstrecke von Rheine nach Norddeich Mole und umfasst in diesem Bereich den rechten Emsdeich und den linken Ledadeich.
Das Verbandsgebiet der Overledinger Deichacht grenzt im Osten an das Verbandsgebiet des Leda-Jümme-Verbandes und im Süden an das Verbandsgebiet des Deichverbandes Heede-Aschendorf-Papenburg.

## Aufgaben
Der Deichverband hat die Aufgabe, Grundstücke im Verbandsgebiet vor Sturmfluten und Außenhochwasser zu schützen. Dazu unterhält er die im Verbandsgebiet liegenden Deiche.

## Verbandsstruktur
Der Verband wird von einem Ausschuss vertreten, der von den Verbandsmitgliedern gewählt wird. Der Ausschuss besteht aus 14 Mitgliedern und acht Vertretern. Er wählt seinerseits einen Vorstand, der mit fünf Mitgliedern besetzt ist.
Mitglieder des Verbandes sind alle Grundeigentümer und Erbbauberechtigten der im Verbandsgebiet gelegenen Grundstücke.